# Cormolain
Cormolain är en kommun i departementet Calvados i regionen Normandie i norra Frankrike. Kommunen ligger i kantonen Caumont-l'Éventé som ligger i arrondissementet Bayeux. År 2022 hade Cormolain 391 invånare.

## Befolkningsutveckling
Antalet invånare i kommunen Cormolain
Referens: INSEE